# Vladimir Godžiev
Vladimir Andreevič Godžiev (in russo Владимир Андреевич Годжиев?; Ordžonikidze, 20 luglio 1940 – Ordžonikidze, 21 dicembre 1981) è stato uno schermidore sovietico, vincitore di una medaglia d'argento ai campionati mondiali di scherma.